# ド・バンジュ90mm砲

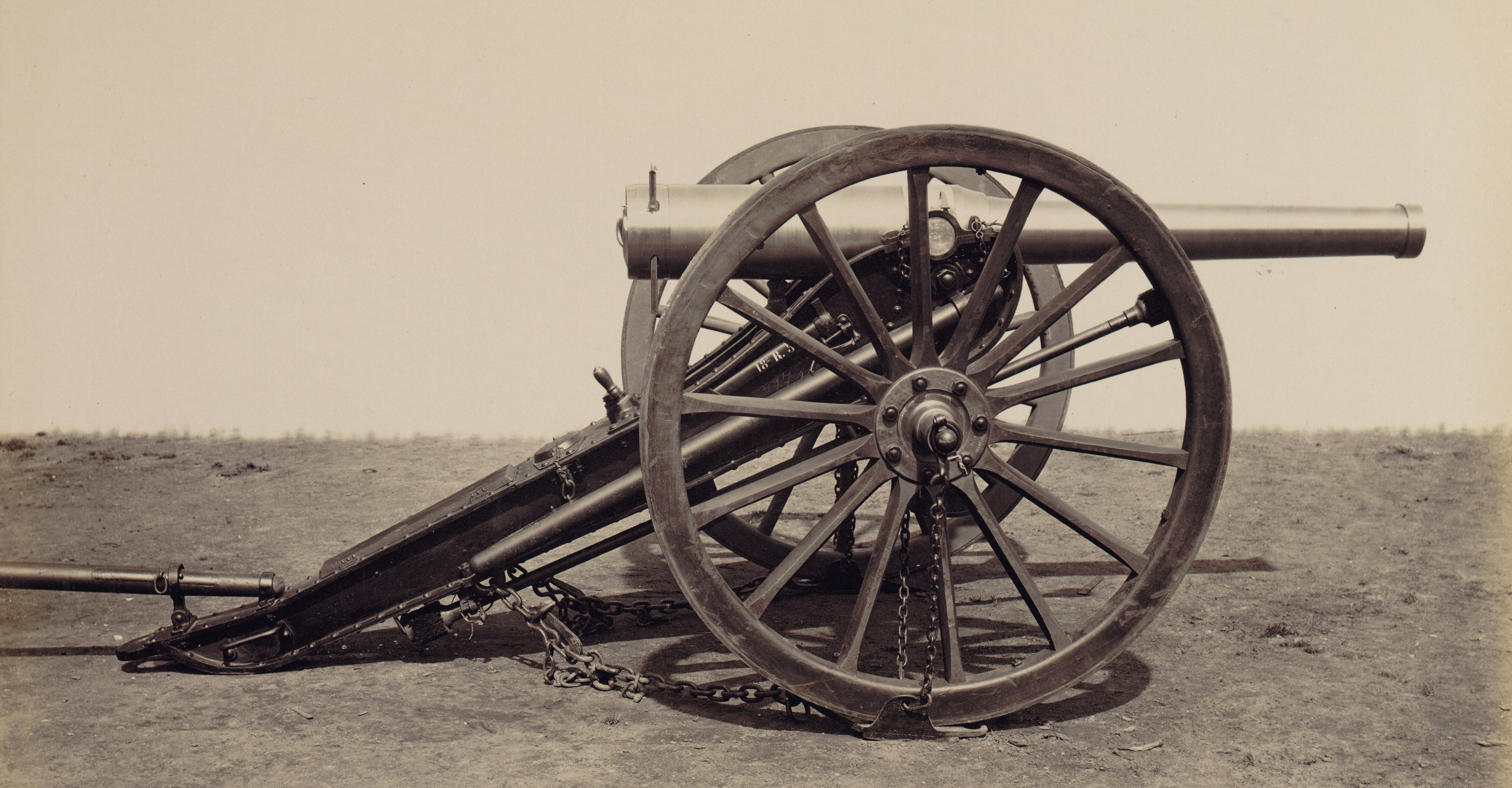

ド・バンジュ90mm砲（仏語：canon de Bange de 90　mm ou modèle 1877、英語：De Bange 90 mm cannon）はシャルル・ラゴン・ド・バンジュが1877年に設計し、同年に採用されたフランス陸軍の野砲。1870年型レフィエ85mm砲及び1875年型ライトール95mm砲を置き換えた。

## 特徴
ド・バンジュ90mm砲は後装式であり、ド・バンジュが開発したキノコ型の遊頭を利用した拡張式緊塞具を使用し、発射の際に効果的に尾栓を閉鎖できた。駐退機は無かったため、発砲する度に砲車の後座が発生し、その都度に再照準を行う必要があったため、発射速度は早くなかった。この問題は1897年に駐退機を装備したM1897 75mm野砲が開発されるまでは、全ての大砲に共通した問題であった。

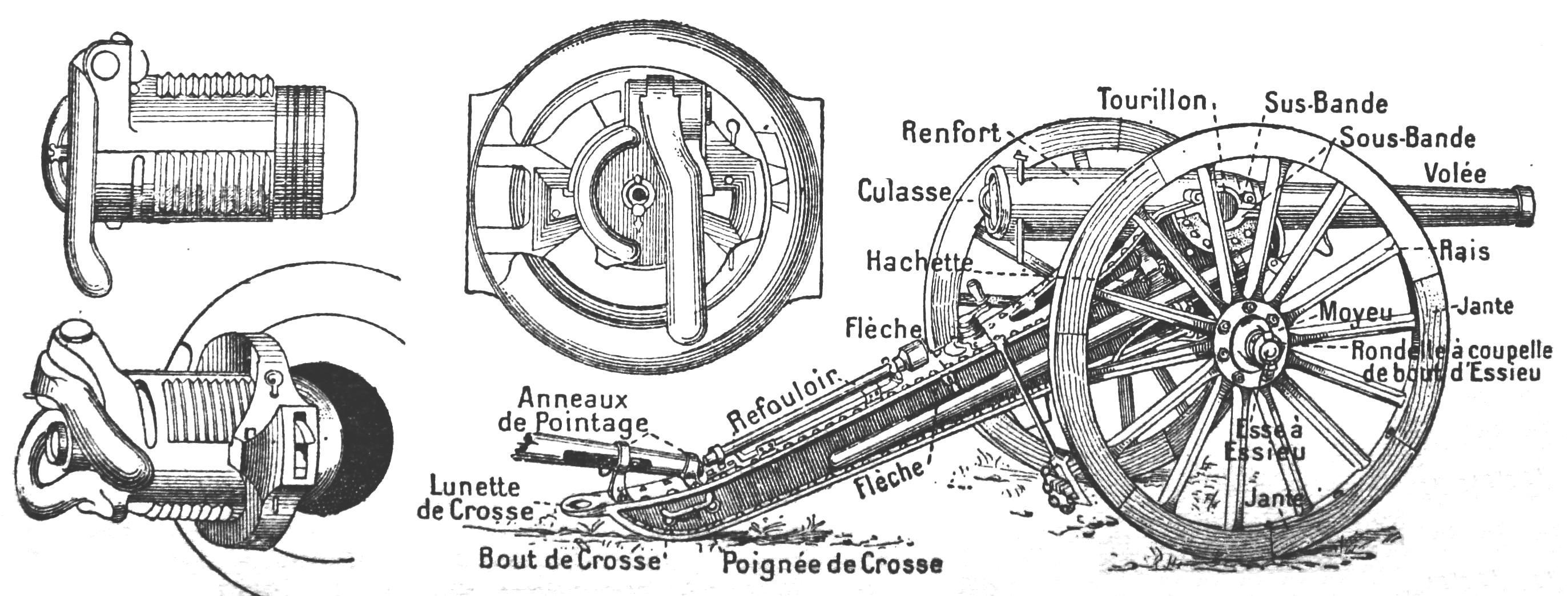
ド・バンジュ90mm砲と尾栓
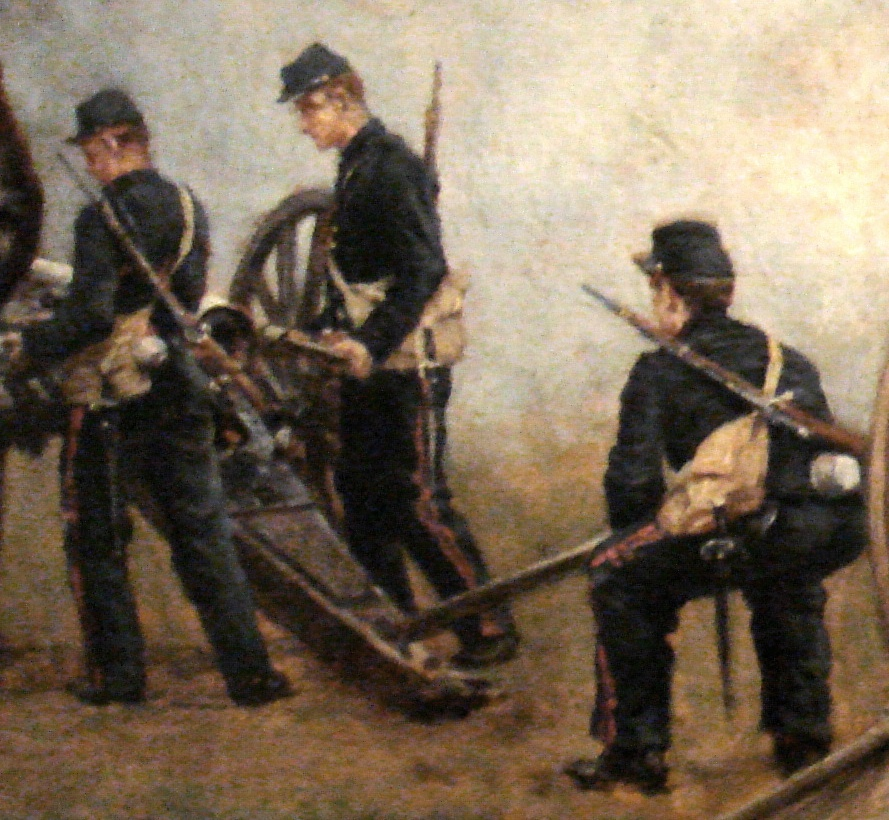
装填と再照準。エティエンヌ=プロスパー・ベルン=ベルクール画
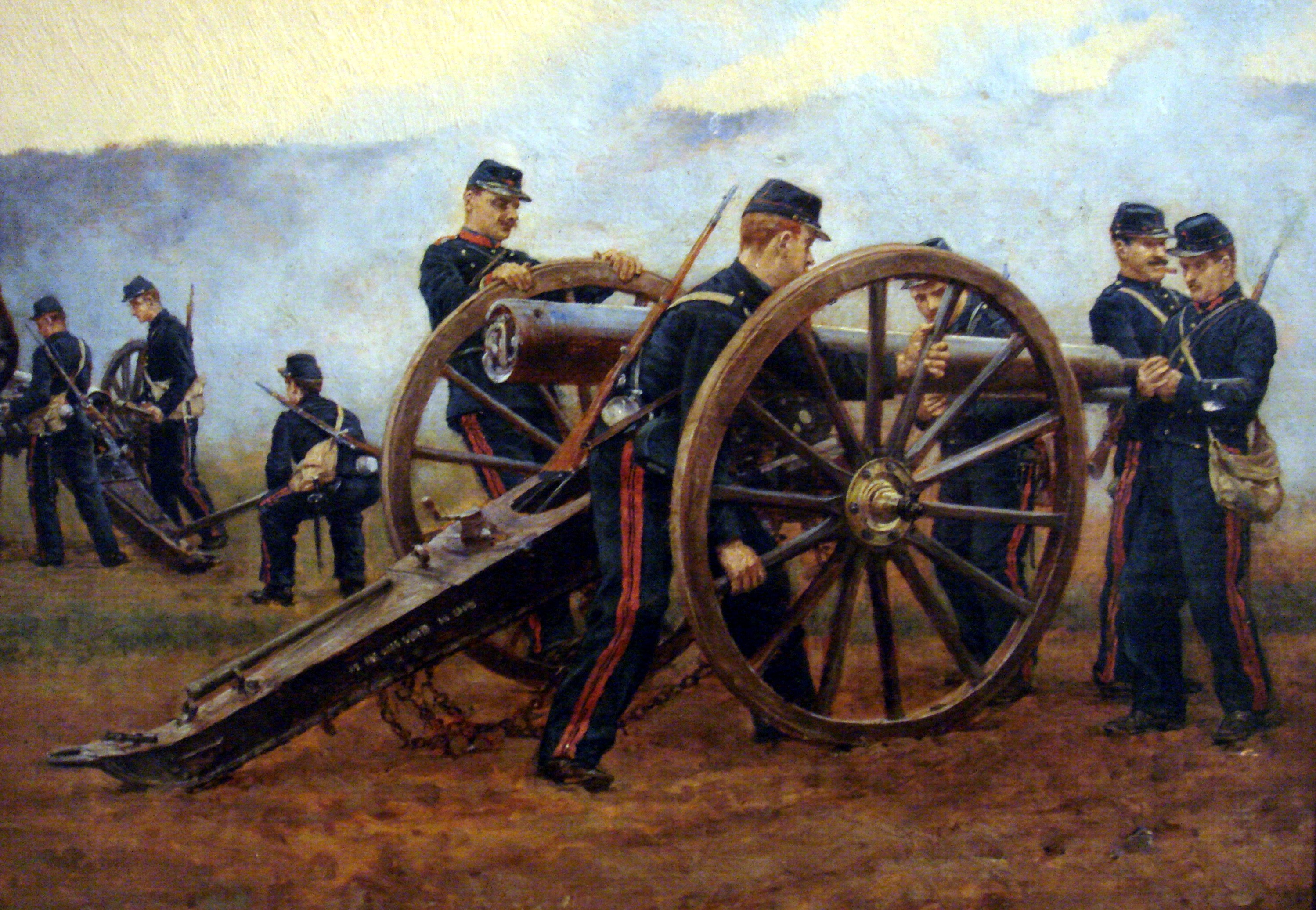
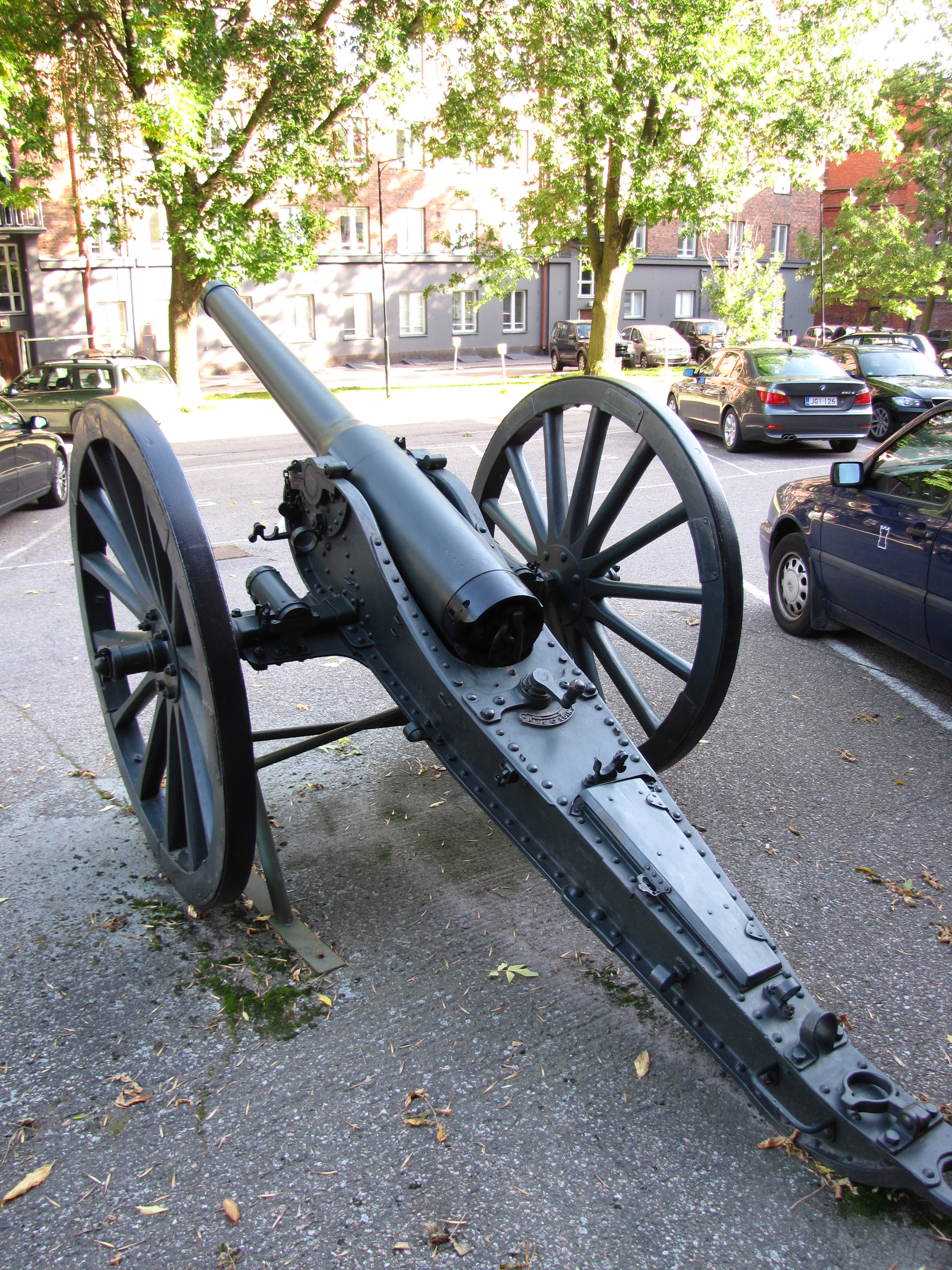
エティエンヌ=プロスパー・ベルン=ベルクール画 フランス軍事博物館所蔵 1898年作。
- フィンランド軍事博物館（フィンランド語版）所蔵

## 代替
ド・バンジュ90mm砲は第一次世界大戦時には既に旧式になっていたが、弾薬の備蓄があったことと、より近代的な大砲の十分な製造ができなかったため、第一次大戦においても使用された。最終的には、駐退機付きのM1897 75mm野砲に置き換えられた。

## 参考資料
1. ↑  Field Artillery and Firepower by Jonathan B. A. Bailey, p.208
2. ↑  「フランスは1915年初期の弾薬の不足に対し、十分な弾薬備蓄があったド・バンジュ90mm砲を装備した100中隊を編成した」Field Artillery and Firepower by Jonathan B. A. Bailey, p.245